# 今中楓溪
今中 楓渓（いまなか ふうけい、1883年〈明治16年〉4月20日 - 1963年〈昭和38年〉年8月17日）は、大正から昭和期の歌人。本名は今中 保次郎（旧姓は岩崎）。1935年（昭和10年）に東海林太郎の歌で大ヒットした「野崎小唄」の作詞者で知られる。

## 略歴
大阪府北河内郡生まれ。広島高等師範学校（現・広島大学）卒業。大阪府立八尾中学校（現・大阪府立八尾高等学校）在学時から作歌し、歌誌『詩歌』に参加。前田夕暮に師事した。
1907年（明治40年）に北河内郡樟葉村大字楠葉（現・枚方市南楠葉）の今中家を継いだ。
のちに『覇王樹』『林間』の同人となり、1931年（昭和6年）女性短歌誌『若葉』を主宰。大阪府立寝屋川高等女学校（現・大阪府立寝屋川高等学校）で教えながら、落語野崎詣りで有名な、北河内郡四条村大字野崎（現・大東市野崎）にある野崎観音参拝について詠んだ「野崎小唄」を東海林太郎が歌い大ヒットとなったため、「昭和歌壇の重鎮」とされている。

## 人物
今中は、八尾中の同窓会の会報において「（八尾中学校）在学中から、和歌はじめ文学などというものに、うつつをぬかし、他の学業をおろそかにしたために成績が落ち『特待生』の特権を取り消された」と述懐しているが、広島高師に進み、卒業後は女子教育に携わった。
寝屋川高女では短歌の指導に注力していたが、1937年（昭和12年）1月26日の宮中歌会始を陪聴の栄に浴したことを機に同高女の教頭を辞職し、戦時体制に協力する産業報国運動の一環として「和歌報国運動」に専念した。
なお、今中の薫陶を受けた寝屋川高女では1931年に同校を会場として大阪府下の女子学生の短歌大会が開催され、秩父宮妃が台臨している。